# مناورات التعاون في البحر
مناورات التعاون في البحر أو (بالإنجليزية: Cooperation In Sea Maneuvers)‏ هي مناورات عسكرية بحرية مشتركة تقام بين كل من روسيا والصين بمشاركة القوات البحرية للبلدين وتهدف إلى رفع مستوى العمليات المشتركة في البحر بين القوات المشاركة.

## المناورات المنفذة

### التعاون في البحر 2013
أقيمت فعاليات المناورة في الفترة من 8 إلى 12 يوليو 2013 بالمحيط الهادئ في بحر اليابان. وشارك فيها أكثر من 20 سفينة من كلا الجانبين وسفن دعم منها 7 صينية والبقية تابعة لأسطول المحيط الهادئ الروسي. كما شاركت حاملات الطائرات والطائرات المضادة للغواصات. وقاد الأسطول الروسي طراد الصواريخ الموجهة «فارياغ».